# Kōta Fujimoto
Kōta Fujimoto (japanisch 藤本 康太 Fujimoto Kōta; * 2. April 1986 in der Präfektur Kumamoto) ist ein ehemaliger japanischer Fußballspieler.

## Karriere
Fujimoto erlernte das Fußballspielen in der Schulmannschaft der Kumamoto Kokufu High School. Seinen ersten Vertrag unterschrieb er 2005 bei Cerezo Osaka. Der Verein spielte in der höchsten Liga des Landes, der J1 League. Am Ende der Saison 2006 stieg der Verein in die J2 League ab. 2009 wurde er mit dem Verein Vizemeister der J2 League und stieg wieder in die J1 League auf. Am Ende der Saison 2014 stieg der Verein in die J2 League ab. Am Ende der Saison 2016 stieg der Verein wieder in die J1 League auf. 2017 gewann er mit dem Verein den J.League Cup und Kaiserpokal. Für den Verein absolvierte er 216 Ligaspiele. Ende 2019 beendete er seine Karriere als Fußballspieler.

## Erfolge
Cerezo Osaka
- J. League Cup: 2017
- Kaiserpokal: 2017